# Liga de Béisbol Profesional Roberto Clemente 2019-20
La Liga de Béisbol Profesional Roberto Clemente 2019-20 se disputa desde el 15 de noviembre de 2019 hasta el 20 de enero de 2020.

## Serie regular
Disputado del 15 de noviembre al 29 de diciembre de 2019.
| Equipo                  | JJ | G  | P  | PCT  | JV   |
| ----------------------- | -- | -- | -- | ---- | ---- |
| Cangrejeros de Santurce | 32 | 22 | 10 | .688 | --   |
| Gigantes de Carolina    | 32 | 17 | 15 | .531 | 5    |
| Indios de Mayagüez      | 32 | 16 | 16 | .500 | 6    |
| Atenienses de Manatí    | 31 | 13 | 18 | .419 | 8.5  |
| Criollos de Caguas      | 31 | 11 | 20 | .355 | 10.5 |

|  |                            |
|  | Clasificado a la Semifinal |

## Play-offs
Se jugará del 3 al 20 de enero del 2020.
|  | Semifinales | Semifinales | Semifinales |          |   | Final    | Final | Final |  |
|  |             |             |             |          |   |          |       |       |  |
|  |             |             |             |          |   |          |       |       |  |
|  | 1           | Santurce    | 4           |          |   |          |       |       |  |
|  | 1           | Santurce    | 4           |          |   |          |       |       |  |
|  | 4           | Manatí      | 0           |          |   |          |       |       |  |
|  | 4           | Manatí      | 0           |          | 1 | Santurce | 4     |       |  |
|  |             |             |             |          | 1 | Santurce | 4     |       |  |
|  |             |             | 3           | Mayagüez | 1 |          |       |       |  |
|  | 2           | Carolina    | 3           | Mayagüez | 1 | 2        |       |       |  |
|  | 2           | Carolina    |             |          |   | 2        |       |       |  |
|  | 3           | Mayagüez    | 4           |          |   |          |       |       |  |
|  | 3           | Mayagüez    | 4           |          |   |          |       |       |  |
|  |             |             |             |          |   |          |       |       |  |